# Transsylvania
Transsylvania este un album al formației Transsylvania Phoenix scos în anul 1981 la casele de discuri Bacillus/Bellaphon Records din Germania de Vest. În cataloagele de specialitate, acest album este trecut ca neavând titlu, doar serie, deși pe coperta spate este trecut clar numele producției.

## Prezentare
Această creație reprezintă prima experiență a formației cu viori electrice și tobe electronice și totodată primul album scos în străinătate, după plecarea din România, din 1977. Din formula Phoenix dinainte ca grupul să părăsească țara au mai rămas doar Nicolae Covaci și Ovidiu Lipan (reîntors de la formația Madhouse). Colaborarea cu Mani Neumann a continuat și după acest album, menținându-se până în anul 2008. Două dintre piesele apărute pe Transsylvania, respectiv „Gypsy Storie” și „Wedding”, reprezintă reînregistrarea în limba engleză a pieselor românești „Mica țiganiadă” și „Nunta”. Se presupune că acestea ar fi trebuit să apară pe maxi-single-ul Winter, împreună cu piesa titulară („Iarna, introducere”) și, probabil, „Music and Muzak” („Muzică și muzichiie”), în formula Covaci, Kappl, Bordeianu, Krauser, Lipan. Materialul LP-ului Transsylvania a fost remasterizat, fiind editat în întregime pe suport compact disc în anul 2019, pe albumul de restituiri The 80s.
La momentul apariției acestui album, în revista germană Musikmarkt a apărut o recenzie:
„Aici sunt total necunoscuți și vor trebui să pornească de la zero. În toamna lui 1980, Transsylvania Phoenix au apărut la Würzburg, la faza finală a Festivalului de muzică pop al debutanților, organizat de Deutschen Phonoakademie, unde au primit numai laude, atât din partea publicului, cât și – ceea ce este mai important – din partea criticii. Acum au lansat acest prim album realizat în Vest. Așa cum lasă să se înțeleagă și titlul, muzica se inspiră din tradițiile folclorice ale țării lui Dracula. Melodii est-europene se îmbină cu elemente de rock contemporan, într-o unitate muzicală absolut modernă. Prin folosirea instrumentelor electrice și clasice (violoncel, vioară) Transsylvania Phoenix reușește să depășească un anume convenționalism melodic al muzicii rock. ”—Revista Musikmarkt, nr. 9, RFG, 1981

## Piese
Fața A:
1. Gypsy Storie (Nicolae Covaci / Rolf Möntmann, Tom Buggie) 4:35
2. Wanting (Nicolae Covaci / Tom Buggie) 5:28
3. Would You Follow Me...? (Nicolae Covaci / John Kirkbride) 5:17
4. Tamara (Nicolae Covaci / Rolf Möntmann) 5:54

Fața B:
1. Feel the Sound (Nicolae Covaci / Tom Buggie) 4:59
2. Stars Dance (Nicolae Covaci / Florin Bordeianu, Rolf Möntmann) 4:28
3. Wedding (Nicolae Covaci / Tom Buggie) 3:41

Observație: Pe coperta albumului, piesa „Stars Dance” (B2) este trecută cu titlul greșit „Star Dance”, iar Rolf Möntmann nu este menționat ca fiind coautor al versurilor.

## Componența formației
- Nicolae Covaci – chitară electrică și acustică, solist vocal
- Mani Neumann – vioară electrică și acustică, armonii vocale
- Tom Buggie – chitară bas, bas fretless
- Ovidiu Lipan Țăndărică – baterie, percuție

Mulțumiri speciale:
- Sabin Dumbrăveanu – violoncel
- Ivan Kopilović – armonii vocale